# Liste des œuvres d'Hergé

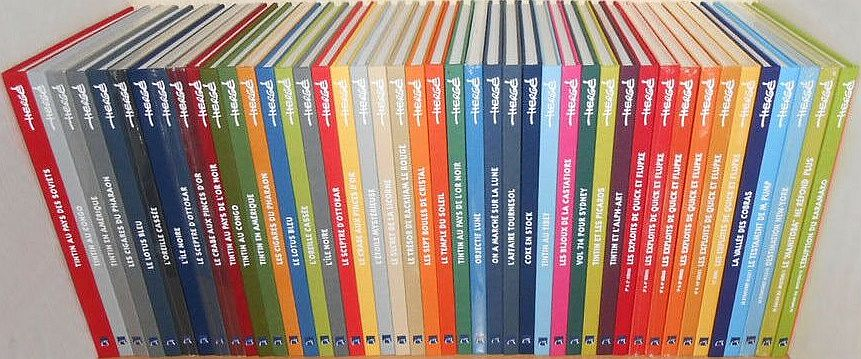
LIntégrale Hergé en 44 volumes et un index, aux éditions Moulinsart (2010).

Cette page présente la liste des œuvres du dessinateur belge Hergé, considéré comme l'un des plus grands auteurs de l'histoire de la bande dessinée franco-belge et dont les albums sont traduits dans de nombreuses langues.

## Les Aventures de Tintin

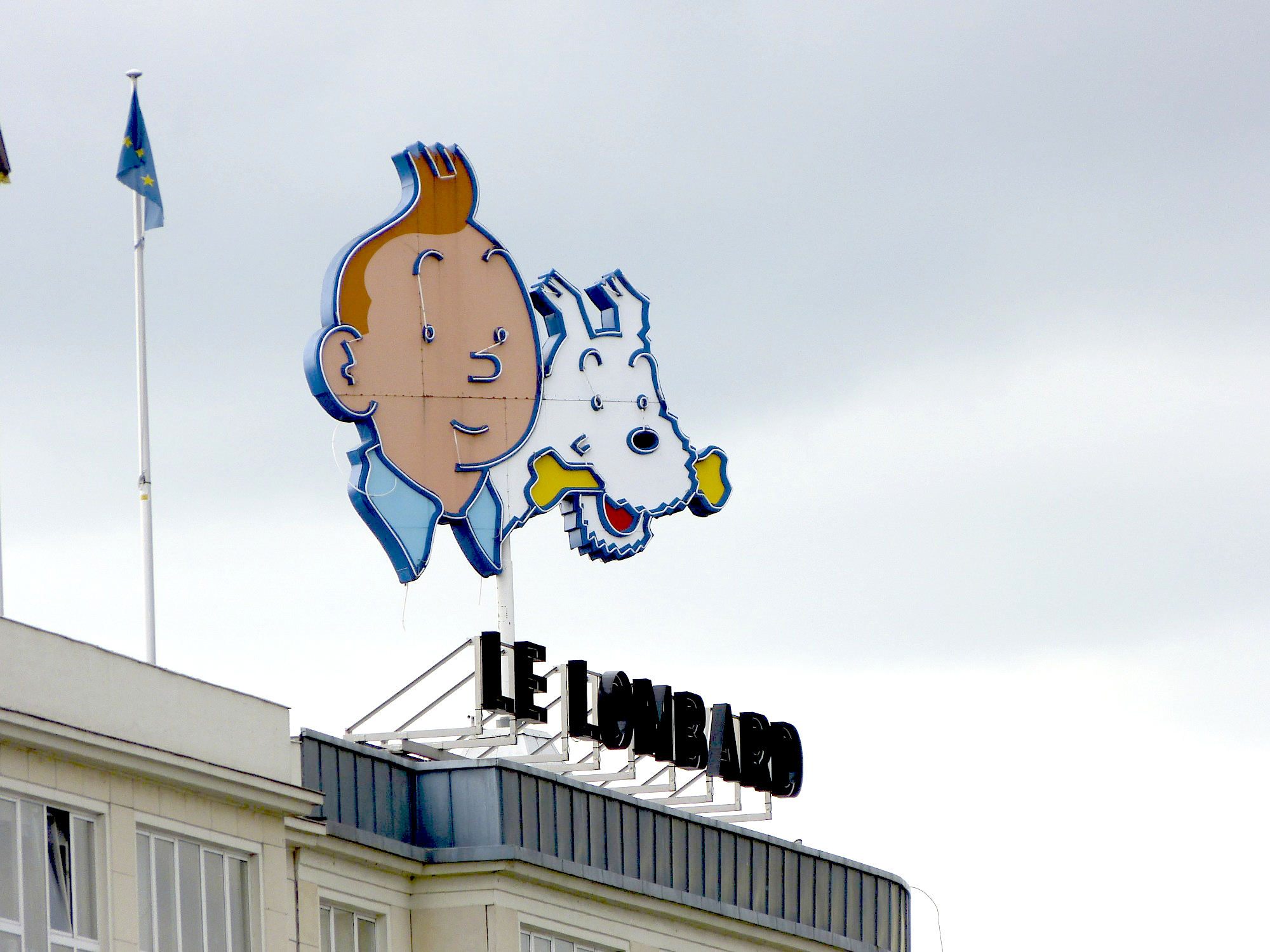
Enseigne lumineuse géante au sommet de l'« immeuble Tintin », siège des éditions Le Lombard, à Bruxelles.

Les Aventures de Tintin commencent à paraître le 10 janvier 1929 dans Le Petit Vingtième, le supplément hebdomadaire pour la jeunesse du quotidien belge catholique et conservateur Le Vingtième Siècle. Elles se poursuivent sur près de cinquante ans. La série comprend 24 albums, dont la dernière aventure, Tintin et l'Alph-Art, restant inachevée à la mort de l'auteur en 1983. À l'exception du premier récit, Tintin au pays des Soviets, qui comporte 108 planches, tous les autres en comptent 62, après la mise au format des premières aventures à partir de la Seconde Guerre mondiale.
Les premiers albums sont édités par Le Vingtième Siècle. Selon les termes du contrat qui lie Hergé et son directeur l'abbé Norbert Wallez, ce dernier prend en charge les frais d'impression des albums tandis que le dessinateur s'occupe de leur vente, les bénéfices étant répartis équitablement entre eux. En mars 1934, un contrat est signé entre Hergé et la maison Casterman, établie à Tournai, un accord déterminant dans la conquête du marché français,. Les Cigares du pharaon est le premier album édité par Casterman au mois de novembre 1934.
Le tableau suivant offre une vue d'ensemble des dates de première prépublication et de première parution en album pour les différentes aventures, mais ne tient pas compte des éventuelles interruptions.
| Numéro | Titre                         | Prépublication                                                  | Journal                       | Parution en album         |
| ------ | ----------------------------- | --------------------------------------------------------------- | ----------------------------- | ------------------------- |
| 1      | Tintin au pays des Soviets    | 10 janvier 1929 - 8 mai 1930                                    | Le Petit Vingtième            | 1930 (NB), 2017 (couleur) |
| 2      | Tintin au Congo               | 5 juin 1930 - 11 juin 1931                                      | Le Petit Vingtième            | 1931 (NB), 1946 (couleur) |
| 3      | Tintin en Amérique            | 3 septembre 1931 - 20 octobre 1932                              | Le Petit Vingtième            | 1932 (NB), 1946 (couleur) |
| 4      | Les Cigares du pharaon        | 8 décembre 1932 - 8 février 1934                                | Le Petit Vingtième            | 1934 (NB), 1955 (couleur) |
| 5      | Le Lotus bleu                 | 9 août 1934 - 17 octobre 1935                                   | Le Petit Vingtième            | 1936 (NB), 1946 (couleur) |
| 6      | L'Oreille cassée              | 5 décembre 1935 - 25 février 1937                               | Le Petit Vingtième            | 1937 (NB), 1943 (couleur) |
| 7      | L'Île Noire                   | 15 avril 1937 - 16 juin 1938                                    | Le Petit Vingtième            | 1938 (NB), 1943 (couleur) |
| 8      | Le Sceptre d'Ottokar          | 4 août 1938 - 10 août 1939                                      | Le Petit Vingtième            | 1939 (NB), 1947 (couleur) |
| 9      | Le Crabe aux pinces d'or      | 17 octobre 1940 - 18 octobre 1941                               | Le Soir-Jeunesse, Le Soir     | 1941 (NB), 1944 (couleur) |
| 10     | L'Étoile mystérieuse          | 20 octobre 1941 - 22 mai 1942                                   | Le Soir                       | 1942                      |
| 11     | Le Secret de La Licorne       | 11 juin 1942 - 14 janvier 1943                                  | Le Soir                       | 1943                      |
| 12     | Le Trésor de Rackham le Rouge | 19 février - 23 septembre 1943                                  | Le Soir                       | 1945                      |
| 13     | Les Sept Boules de cristal    | 16 décembre 1943 - 2 septembre 1944                             | Le Soir, Le Journal de Tintin | 1948                      |
| 14     | Le Temple du Soleil           | 26 septembre 1946 - 22 avril 1948                               | Le Journal de Tintin          | 1949                      |
| 15     | Tintin au pays de l'or noir   | 16 septembre 1948 - 23 février 1950                             | Le Journal de Tintin          | 1950                      |
| 16     | Objectif Lune                 | 30 mars - 7 septembre 1950 puis 9 avril 1952 - 30 décembre 1953 | Le Journal de Tintin          | 1953                      |
| 17     | On a marché sur la Lune       | 30 mars - 7 septembre 1950 puis 9 avril 1952 - 30 décembre 1953 | Le Journal de Tintin          | 1954                      |
| 18     | L'Affaire Tournesol           | 22 décembre 1954 - 22 février 1956                              | Le Journal de Tintin          | 1956                      |
| 19     | Coke en stock                 | 31 octobre 1956 - 1er janvier 1958                              | Le Journal de Tintin          | 1958                      |
| 20     | Tintin au Tibet               | 17 septembre 1958 - 25 novembre 1959                            | Le Journal de Tintin          | 1960                      |
| 21     | Les Bijoux de la Castafiore   | 4 juillet 1961 - 4 septembre 1962                               | Le Journal de Tintin          | 1963                      |
| 22     | Vol 714 pour Sydney           | 27 septembre 1966 - 28 novembre 1967                            | Le Journal de Tintin          | 1968                      |
| 23     | Tintin et les Picaros         | 16 septembre 1975 - 13 avril 1976                               | Le Journal de Tintin          | 1976                      |
| 24     | Tintin et l'Alph-Art          | aucune (récit inachevé)                                         | aucune (récit inachevé)       | 1986                      |

## Quick et Flupke
Quick et Flupke est une série d'albums de bande dessinée créée par Hergé. Les séries sont publiées dans les pages du journal Le Petit Vingtième à partir du 23 janvier 1930. Les deux héros sont des enfants des rues de Bruxelles, et sont nommés Quick et Flupke (« Petit Philippe » en brabançon). Les deux garçons causent de sérieux problèmes par accident, ce qui leur amène des ennuis avec leurs parents et la police, en particulier l'Agent 15. Ils aiment fabriquer toutes sortes d'engins aussi inutiles que dangereux comme des avions à roulettes ou des planeurs.
Après la Seconde Guerre mondiale, les planches sont regroupées par séries. Les deux premières sont éditées en janvier 1949, la onzième et dernière série en janvier 1969. Six recueils des mêmes histoires sont ensuite tirés sous le nom Les exploits de Quick et Flupke de 1975 à 1982.
- 1 Quick et Flupke Gamins de Bruxelles, Le Petit Vingtième, Bruxelles, décembre 1930
Scénario et dessin : Hergé
- 2 Les Nouveaux exploits de Quick et Flupke gamins de Bruxelles, 2e série, Le Petit Vingtième, Bruxelles, janvier 1932
Scénario et dessin : Hergé
- 3 Les Nouveaux exploits de Quick et Flupke gamins de Bruxelles, 3e série, Casterman, Bruxelles, janvier 1934
Scénario et dessin : Hergé
- 4 Les Nouveaux exploits de Quick et Flupke gamins de Bruxelles, 4e série, Casterman, Bruxelles, janvier 1937
Scénario et dessin : Hergé
- 5 Les Nouveaux exploits de Quick et Flupke gamins de Bruxelles, 5e série, Casterman, Bruxelles, janvier 1940
Scénario et dessin : Hergé
- 1 Les Exploits de Quick et Flupke, 1e série, Casterman, Bruxelles, janvier 1949
Scénario et dessin : Hergé
- 2 Les Exploits de Quick et Flupke, 2e série, Casterman, Bruxelles, janvier 1949
Scénario et dessin : Hergé
- 3 Les Exploits de Quick et Flupke, 3e série, Casterman, Bruxelles, janvier 1950
Scénario et dessin : Hergé
- 4 Les Exploits de Quick et Flupke, 4e série, Casterman, Bruxelles, janvier 1951
Scénario et dessin : Hergé
- 5 Les Exploits de Quick et Flupke, 5e série, Casterman, Bruxelles, janvier 1952
Scénario et dessin : Hergé
- 6 Les Exploits de Quick et Flupke, 6e série, Casterman, Bruxelles, janvier 1954
Scénario et dessin : Hergé
- 7 Les Exploits de Quick et Flupke, 7e série, Casterman, Bruxelles, janvier 1956
Scénario et dessin : Hergé
- 8 Les Exploits de Quick et Flupke, 8e série, Casterman, Bruxelles, janvier 1958
Scénario et dessin : Hergé
- 9 Les Exploits de Quick et Flupke, 9e série, Casterman, Bruxelles, janvier 1960
Scénario et dessin : Hergé
- 10 Les Exploits de Quick et Flupke, 10e série, Casterman, Bruxelles, janvier 1969
Scénario et dessin : Hergé
- 11 Les Exploits de Quick et Flupke, 11e série, Casterman, Bruxelles, janvier 1969
Scénario et dessin : Hergé
- 1 Quick et Flupke 1 : Haute tension, Casterman, Bruxelles, septembre 1985
Scénario : Roger Ferrari - Dessin : Johan De Moor
- 2 Quick et Flupke 2 : Jeux interdits, Casterman, Bruxelles, septembre 1985
Scénario : Hergé - Dessin : Johan De Moor, Hergé
- 3 Quick et Flupke 3 : Tout va bien, Casterman, Bruxelles, septembre 1985
Scénario : Hergé - Dessin : Johan De Moor, Hergé
- 4 Quick et Flupke 4 : Toutes voiles dehors, Casterman, Bruxelles, septembre 1986
Scénario : Hergé - Dessin : Johan De Moor, Hergé
- 5 Quick et Flupke 5 : Chacun son tour, Casterman, Bruxelles, décembre 1986
Scénario : Hergé - Dessin : Johan De Moor, Hergé
- 6 Quick et Flupke 6 : Pas de quartier, Casterman, Bruxelles, janvier 1987
Scénario : Hergé - Dessin : Johan De Moor, Hergé
- 7 Quick et Flupke 7 : Pardon, Madame, Casterman, Bruxelles, janvier 1987
Scénario : Hergé - Dessin : Johan De Moor, Hergé
- 8 Quick et Flupke 8 : Vive le progrès, Casterman, Bruxelles, septembre 1987
Scénario : Hergé - Dessin : Johan De Moor, Hergé
- 9 Quick et Flupke 9 : Catastrophe, Casterman, Bruxelles, janvier 1988
Scénario : Hergé - Dessin : Johan De Moor, Hergé
- 10 Quick et Flupke 10 : Farces et attrapes, Casterman, Bruxelles, janvier 1989
Scénario : Hergé - Dessin : Johan De Moor, Hergé
- 11 Quick et Flupke 11 : Coups de bluff, Casterman, Bruxelles, janvier 1990
Scénario : Hergé - Dessin : Johan De Moor, Hergé
- 12 Quick et Flupke 12 : Attachez vos ceintures, Casterman, Bruxelles, janvier 1991
Scénario : Hergé - Dessin : Johan De Moor, Hergé

## Les Aventures de Jo, Zette et Jocko
La série des Aventures de Jo, Zette et Jocko répond à une commande de l'abbé Gaston Courtois, directeur de l'hebdomadaire Cœurs vaillants qui assure la diffusion française des Aventures de Tintin,. Le Rayon du mystère, premier épisode des Aventures de Jo, Zette et Jocko, commence à paraître le 19 janvier 1936 dans ce périodique.
Les protagonistes sont un frère et une sœur, Jo et Zette, âgés d'une douzaine d'années, et leur singe Jocko. Ils vivent en famille avec leur mère et leur père, l'ingénieur Legrand. Jocko est un chimpanzé apprivoisé, qui les accompagne librement. Très intelligent, il lui arrive de soliloquer, sans pour autant parler aux humains, à la manière de Milou. La particularité des aventures de Jo et Zette Legrand réside dans le fait que l'action se déroule dans le cadre d'une vraie famille avec des personnages ayant un prénom et un nom. On est donc, de ce point de vue, loin de Tintin (du même auteur) qui, lui, n'a pas de parents connus. Si Jo et Zette vivent des aventures peu ordinaires, leur vie de famille reste un thème central dans la série : l'intervention de leurs parents, ou d'autres adultes, est souvent nécessaire pour les aider à échapper aux dangers qui les menacent. Ceci fait d'eux des personnages relativement réalistes, et proches de leurs lecteurs.
- 1 Le Stratonef H. 22, 1er épisode : Le Testament de M. Pump, Casterman, Bruxelles, janvier 1951
Scénario et dessin : Hergé
- 2 Le Stratonef H. 22, 2e épisode : Destination New-York, Casterman, Bruxelles, janvier 1951
Scénario et dessin : Hergé
- 3 Le Rayon du mystère, 1er épisode : Le « Manitoba » ne répond plus, Casterman, Bruxelles, janvier 1952
Scénario et dessin : Hergé
- 4 Le Rayon du mystère, 2e épisode : L'Éruption du Karamako, Casterman, Bruxelles, janvier 1952
Scénario et dessin : Hergé
- 5 Les Aventures de Jo, Zette et Jocko : La Vallée des cobras, Casterman, Bruxelles, janvier 1957
Scénario et dessin : Hergé

## Autres publications

### Les Aventures de Totor, C.P. des Hannetons
Totor ou Totor, CP (Chef de Patrouille) des Hannetons, est un héros de bande dessinée créé par Hergé pour le journal Le Boy-Scout belge, en 1926. C'est un chef scout très débrouillard, qui apparaît pour la première fois dans Les extraordinaires aventures de Totor, CP des Hannetons. Dessiné par Hergé à ses débuts, ce personnage est graphiquement très approximatif, et ne durera pas très longtemps, bientôt remplacé par Tintin. On peut ainsi considérer Totor comme l'ancêtre de ce dernier, à la fois graphiquement et historiquement.

### Popol et Virginie au pays des Lapinos
Popol et Virginie au pays des Lapinos est un album à part dans l'œuvre d'Hergé, résultat d'une longue chaîne de transformations. La première mouture de cette histoire est publiée sous le titre Tim l'écureuil au Far West dans un petit journal de quatre pages distribué à l'automne 1931 dans le grand magasin bruxellois L'Innovation. Deux ans plus tard, Les Aventures de Tom et Millie sont publiées dans Pim et Pom, encart jeunesse de Pim - Vie heureuse, le supplément hebdomadaire du journal belge La Meuse. Ensuite en 1934 Les Aventures de Popol et Virginie au Far West sont publiées dans Le Petit Vingtième, avant de finalement reparaître en 1948 dans l'hebdomadaire Le Journal de Tintin sous le titre que nous connaissons aujourd'hui.

### Le Triomphe de l'Aigle Rouge(1930)
Le Triomphe de l'Aigle Rouge est une histoire de Far-West parue en 1930 dans 5 numéros de Cœurs vaillants
Les illustrations sont signées Hergé ; le texte a priori également. Elle raconte les aventures de Tim Cobalt et chacun des 5 épisodes est accompagné de une à deux grandes illustrations (12 × 14 cm).

### Archives Hergé
- 1 Archives Hergé 1[b], Casterman, Bruxelles, octobre 1973
Scénario et dessin : Hergé
- 2 Archives Hergé 2[c], Casterman, Bruxelles, octobre 1978
Scénario et dessin : Hergé
- 3 Archives Hergé 3[d], Casterman, Bruxelles, janvier 1979
Scénario et dessin : Hergé
- 4 Archives Hergé 4[e], Casterman, Bruxelles, octobre 1980
Scénario et dessin : Hergé